# Alex Boeye

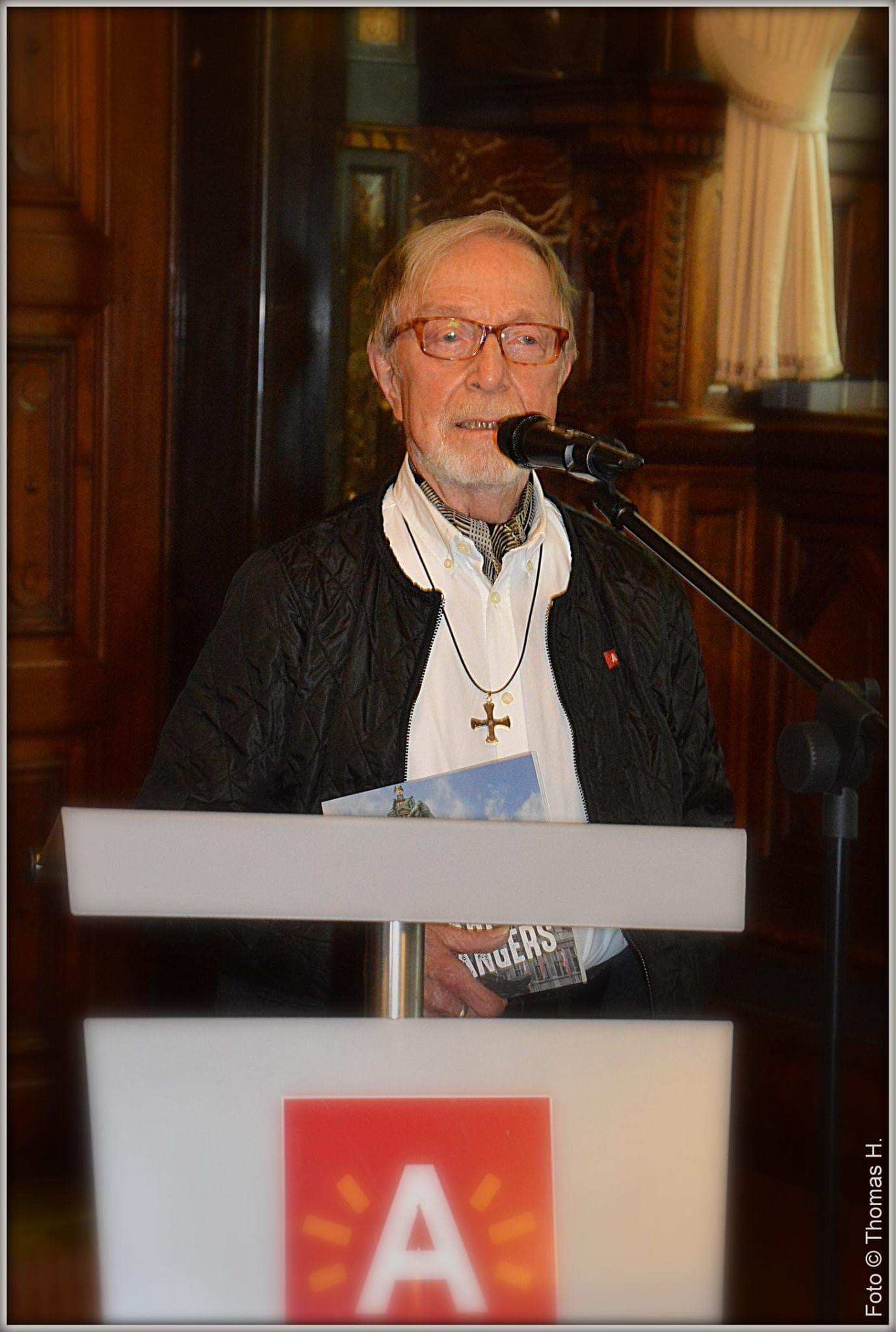
Alex Boeye, 2016 Boekvoorstelling in het stadhuis te Antwerpen.

Alexander Petrus Helene (Alex) Boeye (Haasdonk, 12 oktober 1934 – Antwerpen, 11 januari 2024) was een Vlaams zanger en gitarist, vooral bekend als lid van De Strangers. Hij stond er bekend als "De Stranger met de baard".
Boeye studeerde aan de Antwerpse Academie voor Schone Kunsten. Van 1965 tot 1990 was hij tekenleraar en trommelspeler bij de harmonie. Hij huwde in 1957 en had drie kinderen, een zoon, Hans (1959) en twee dochters, Annemie (1960) en Helga (1962). Zijn vrouw overleed in 1989 aan slepende bronchitis.
In 1952 richtte Boeye samen met Gust Torfs, Pol Bollansee en John De Wilde de band De Strangers op. Hij stond er vooral in voor de teksten, gitaarbegeleiding en tekende ook geregeld de covers. In 1985 bracht hij ook een soloplaat uit, "Stranger Alex: Helemaal alleen op z'n eentje" (1985), waar uitsluitend zijn solonummers op  gecompileerd stonden. In 1988 bracht hij opnieuw solo de single "Lot ons stoppen met die komedie" en "Bà m'n ouders thuis" uit.
Op 11 januari 2024 overleed Boeye op 89-jarige leeftijd.